# Tisa (okręg Bacău)
Tisa – wieś w Rumunii, w okręgu Bacău, w gminie Sănduleni. W 2011 roku pozostawała niezamieszkana.